# Bragasellus
Bragasellus és un gènere de crustacis isòpodes pertanyent a la família dels asèl·lids. que habita a la península Ibèrica (Portugal i Espanya, incloent-hi els rius Gaià, Algars i Matarranya per ser-hi present Bragasellus lagarioides).